# Casa de las Academias
La Casa de las Academias, también conocida como Casa Dueñas, es un edificio histórico de la ciudad de San Salvador, El Salvador. Fue sede de la Academia Salvadoreña de la Lengua y la Academia Salvadoreña de la Historia hasta el año 2025.

## Historia
A principios del siglo XX, la familia Dueñas Palomo residía en la finca Guadalupe, ubicada al noroeste de San Salvador en aquellos años. Los terremotos del año 1917 les obligaron trasladarse a ese lugar debido a que su vivienda, localizada en el centro de la ciudad, había quedado prácticamente destruida. Posterior al trágico suceso, la familia organizó el matrimonio de la señorita Eugenia Palomo; por lo que su padre, Miguel Palomo, decidió obsequiarle una residencia como regalo de bodas, la cual estaría ubicada cerca de la Villa Dueñas.
El edificio se construyó entre los años 1919 y 1920, ubicado en la intersección de la 9.ª Avenida Norte y Alameda Juan Pablo II, San Salvador Centro. Los materiales —en su mayor parte madera, hierro y vidrio— fueron importados desde Francia con la tendencia del modernismo. La obra estuvo a cargo del arquitecto salvadoreño Daniel Cristóbal Domínguez Párraga, graduado del Colegio Militar de Chapultepec, en México, quien también diseñaría otros edificios de renombre como el Club Internacional, la Villa Fermina, los edificios centrales de los bancos Agrícola Comercial y Salvadoreño o el Country Club, que alberga a la Casa Presidencial.
Sin embargo, la muerte del esposo, o prometido, de Eugenia acabaría por dejar deshabitada la vivienda. Permanecería cerrada hasta que la embajada mexicana habitó el inmueble entre 1930 y 1933, y posteriormente lo hizo la legación estadounidense entre 1935 y 1957. Allí también se alojarían personalidades estadounidenses como los presidentes Lyndon B. Johnson y Richard Nixon,  el senador Robert Kennedy y las estrellas de cine Clark Gable, Tyrone Power y Tony Curtis.
Entre los años 1959 y 1960, la casa funcionó como la ubicación temporal de Publicidad Rumbo. Posteriormente fue desocupada y permaneció deshabitada entre 1960 y 1973. Pero desde este último año, hasta 1986, albergó al Departamento de Formación Profesional del Ministerio de Trabajo. En 1992 el Ministerio de Hacienda la adquirió para cubrir deudas fiscales de los propietarios originales y trasladó el inmueble a las autoridades educativas y culturales del país, pero en los años siguientes quedó a merced de los saqueadores. 
La mansión fue declarada como «Bien Cultural de El Salvador» en 1985, y en 1992 como «Patrimonio Nacional».
En noviembre de 2001, el gobierno de El Salvador, a través del Ministerio de Educación y con autorización de la Asamblea Legislativa, otorgó el inmueble en comodato por 50 años a favor de la Academia Salvadoreña de la Lengua.
Con la autorización de ese comodato, en el año 2001 fue sometida a reparaciones por parte del Consejo Nacional para la Cultura y el Arte con el financiamiento de la Cooperación Española. Las obras de restauración estuvieron a cargo del arquitecto Salvador Choussy Rusconi. El presidente Francisco Flores estipuló que la mansión sirviera de sede para la Academia Salvadoreña de la Lengua y la Academia Salvadoreña de la Historia, por lo que desde entonces se conoce como la «Casa de las Academias». La remodelada Casa Dueñas fue inaugurada el miércoles 2 de junio de 2004 por la entonces vicepresidenta de la República, Ana Vilma Albanez de Escobar Thompson. Ambas entidades iniciaron sus funciones en 2004.
En 2025, la Asamblea Legislativa de El Salvador, por iniciativa del gobierno del presidente Nayib Bukele, decidió revocar el comodato aprobado en 2001, mediante Decreto Legislativo N.° 246, del 11 de marzo de 2025, publicado en el Diario Oficial N.° 52, Tomo N.° 446, del 14 de marzo de 2025, a fin de que la Casa Dueñas sea administrada por el Ministerio de Cultura, debido a que la edificación aún presentaba daños estructurales, y con el objetivo de intervenirla nuevamente para su adecuada reparación.